# Нижнее Сосково
Нижнее Сосково — деревня в Курчатовском районе Курской области. Входит в Костельцевский сельсовет.

## География
Деревня находится на реке Ломна, в 33 км к северо-западу от Курска, в 12 км севернее районного центра — города Курчатов, в 13 км от центра сельсовета — села Костельцево.

### Климат
В деревне Нижнее Сосково умеренный (влажный) континентальный климат без сухого сезона с тёплым летом (Dfb в классификации Кёппена).
| Показатель                                                                   | Янв. | Фев. | Март | Апр. | Май  | Июнь | Июль | Авг. | Сен. | Окт. | Нояб. | Дек. | Год  |
| ---------------------------------------------------------------------------- | ---- | ---- | ---- | ---- | ---- | ---- | ---- | ---- | ---- | ---- | ----- | ---- | ---- |
| Средний суточный максимум, °C                                                | −4,2 | −3,2 | 2,6  | 12,8 | 19,1 | 22,4 | 25   | 24,4 | 18   | 10,4 | 3,3   | −1,3 | 10,8 |
| Средняя температура, °C                                                      | −6,2 | −5,8 | −1   | 8    | 14,5 | 18,1 | 20,7 | 19,8 | 13,8 | 7,1  | 1,1   | −3,2 | 7,2  |
| Средний суточный минимум, °C                                                 | −8,7 | −8,8 | −5,1 | 2,6  | 8,9  | 12,8 | 15,7 | 14,7 | 9,6  | 3,8  | −1,2  | −5,4 | 3,2  |
| Норма осадков, мм                                                            | 52   | 45   | 48   | 51   | 63   | 72   | 75   | 56   | 59   | 59   | 48    | 49   | 677  |
| Источник: Погода по месяцам c ru.climate-data.org(дата обращения: Июнь 2021) |      |      |      |      |      |      |      |      |      |      |       |      |      |

## Население
| 2002 | 2010 |
| ---- | ---- |
| 125  | ↘83  |

## Инфраструктура
Личное подсобное хозяйство. В деревне 43 дома.

## Транспорт
Нижнее Сосково находится в 25 км от федеральной автодороги М2 «Крым», в 10,5 км от автодороги регионального значения 38К-017 (Курск — Льгов — Рыльск — граница с Украиной), на автодорогах межмуниципального значения 38Н-575 (Сейм — Мосолово — Нижнее Сосково) и 38Н-803 (Нижнее Сосково — СНТ Березуцкое), в 12 км от ближайшего ж/д остановочного пункта 433 км (линия Льгов I — Курск). Остановка общественного транспорта.